# 융려공주 (전한)
융려공주 유씨(隆慮公主 劉氏, ? ~ ?)는 전한 중기의 공주다.

## 행적
경제와 효경왕황후의 셋째 딸로, 무제 때 병들어 죽었다.
융려공주에게는 아들 소평군(昭平君)이 있었는데, 소평군은 무제의 딸 이안공주와 결혼하였다. 융려공주는 평소 행실이 잔학한 소평군을 걱정하였는데, 자신의 병세가 위독해지자 무제에게 금 천 근·돈 천만 전을 바치고는 나중에 소평군이 죽을 죄를 지으면 그것으로 속죄해 달라고 부탁하였다.
무제의 허락을 받은 융려공주는 얼마 후 죽었다. 과연 소평군은 술에 취해 공주의 부(傅)를 죽이고 말았고, 정위가 사건을 수사하게 되었다. 대신들은 무제에게 융려공주와의 약속을 지키라고 하였으나, 무제는 선제가 만든 법을 어길 수는 없다며, 법대로 집행하게 하였다.

## 출전
- 반고, 《한서》
  - 권65 동방삭전
  - 권97상 외척전 上